# (52) Europa
(52) Europa ist ein Asteroid des äußeren Hauptgürtels, der am 4. Februar 1858 vom deutsch-französischen Astronomen Hermann Mayer Salomon Goldschmidt in Paris entdeckt wurde. (52) Europa ist der sechstgrößte Himmelskörper im Asteroidengürtel.
Der Asteroid wurde benannt nach Europa, der Tochter von Agenor, König der Phönizier, und Schwester von Kadmos. Sie wurde auf dem Rücken eines Stiers, dessen Gestalt Zeus angenommen hatte, der in sie verliebt war, über das Wasser nach Kreta getragen. Europa wurde die Mutter von Minos, Sarpedon und Rhadamanthys. Die Benennung erfolgte durch Jean-Baptiste Philibert Vaillant, den Marschall von Frankreich. Der Name Europa wurde auch dem zweiten Satelliten des Jupiter gegeben, der 1610 von Galileo Galilei entdeckt worden war.

## Wissenschaftliche Auswertung
Mit Daten radiometrischer Beobachtungen im Infraroten am Cerro Tololo Inter-American Observatory in Chile im Jahr 1974 sowie am Kitt-Peak-Nationalobservatorium in Arizona im September 1975 wurden für (52) Europa erstmals Werte für den Durchmesser und die Albedo von 337 oder 276 km und 0,03 und 0,04 bestimmt. Aus Ergebnissen der IRAS Minor Planet Survey (IMPS) wurden 1992 Angaben zu Durchmesser und Albedo für zahlreiche Asteroiden abgeleitet, darunter auch (52) Europa, für die damals Werte von 302,5 km bzw. 0,06 erhalten wurden. Mit hochaufgelösten Aufnahmen mit dem Adaptive Optics (AO)-System am Teleskop II des Keck-Observatoriums auf Hawaiʻi im Infraroten vom 7. Dezember 2003 konnte ein äquivalenter Durchmesser von 277 ± 25 km abgeleitet werden.
Eine Auswertung von Beobachtungen durch das Projekt NEOWISE im nahen Infrarot führte 2011 zu vorläufigen Werten für den Durchmesser und die Albedo im sichtbaren Bereich von 334,6 km bzw. 0,05. Nach neuen Messungen mit NEOWISE wurden die Werte 2012 auf 303,9 km bzw. 0,06 korrigiert. Nach der Reaktivierung von NEOWISE im Jahr 2013 und Registrierung neuer Daten wurden die Werte 2016 angegeben mit 303,1 km bzw. 0,05, diese Angaben beinhalten aber hohe Unsicherheiten. Aus einer Auswertung von 13 Sternbedeckungen durch den Asteroiden konnte in einer Untersuchung von 2020 ein Durchmesser von 314,4 ± 7,5 km bestimmt werden. Eine Untersuchung von 2024 bestimmte aus einer Bedeckung des Sterns 14. Größe UCAC4 369-127384 durch den Asteroiden am 11. Mai 2023 für (52) Europa einen elliptischen Querschnitt von 347 × 321 km.
Spektroskopische Beobachtungen von (52) Europa erfolgten am 16. November 1997 mit dem Photopolarimeter ISOPHOT des Weltraumteleskops Infrared Space Observatory (ISO). Das Spektrum entsprach dem von kohligen Chondriten, die Oberfläche des Asteroiden besteht wahrscheinlich aus einer Mischung von Pyroxenen und Olivinen.
Am 8. Dezember 2020 wurde (52) Europa spektrophotometrisch am Observatorium des Sternberg-Instituts für Astronomie auf dem Pik Terskol in Russland untersucht, als sie sich in der Nähe ihres Perihels befand. Die gemessenen Reflexionsspektren bestätigten die taxonomische Zuordnung. Kurzfristige spektrale Veränderungen könnten das Ergebnis sowohl komplexer Effekte einer staubigen Exosphäre sein, die in Perihelnähe dieses Asteroiden entstand, als auch von Unregelmäßigkeiten in der Albedo der Oberfläche. Diese Annahmen sind jedoch als vorläufig anzusehen und weitere Beobachtungen in Perihelnähe wurden als notwendig erachtet.
Photometrische Beobachtungen des Asteroiden erfolgten erstmals vom 18. November bis 12. Dezember 1976 am Osservatorio Astronomico di Torino in Italien. Aus der in fünf Nächten aufgezeichneten Lichtkurve wurde eine Rotationsperiode von 11,2582 h abgeleitet. Vom 25. Januar bis 18. Februar 1983 wurden am gleichen Ort weitere Daten aufgezeichnet, um die Rotationsachse bestimmen zu können. Bei der Auswertung der in vier Nächten registrierten Lichtkurve wurde jedoch überraschenderweise genau die halbe Periode wie zuvor, nämlich 5,631 h gefunden. Ohne die Frage der korrekten Periode abschließend klären zu können, wurde vermutet, dass viele der zur damaligen Zeit bekannten Rotationsperioden von Asteroiden zweifelhaft sein könnten.

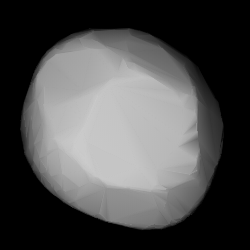
Berechnetes 3D-Modell von (52) Europa

Neue Beobachtungen von (52) Europa erfolgten am 25. und 27. April 1984 am Observatoire de Haute-Provence in Frankreich. Die gemessene Lichtkurve bestätigte völlig die kürzere Periode. Aus den Daten der Jahre 1976, 1983 und 1984 konnten in einer Untersuchung von 1986 auch zwei alternative Lösungen für die Position der Rotationsachse und das Achsenverhältnis eines zweiachsig-ellipsoidischen Gestaltmodells berechnet werden. Auch eine Untersuchung von 1993 konnte aus den gleichen Daten eine Lösung für die Position der Rotationsachse mit prograder Rotation bestimmen. Das gefundene Achsenverhältnis für die dritte Ellipsoid-Dimension erreichte jedoch einen unrealistischen Wert. Die Periode schien einen Wert von 5,6397 h anzunehmen, es wurden aber weitere Beobachtungen zu deren Absicherung als notwendig angesehen.
Aus den archivierten Lichtkurven in Verbindung mit neuen Messungen am 19. August und 3. September 1986 am Osservatorio Astronomico di Collurania-Teramo in Italien wurden in einer Untersuchung von 1995 wieder zwei alternative Positionen für die Rotationsachse, allerdings mit retrograder Rotation, und eine Periode von 5,6316 h bestimmt. Auch die Achsenverhältnisse eines dreiachsig-ellipsoidischen Gestaltmodells des Asteroiden wurden abgeleitet. Weitere photometrische Beobachtungen des Asteroiden erfolgten am 23. Oktober und 2. November 1992 sowie 8. und 9. Februar 1994 am Charkiw-Observatorium in der Ukraine. Aus allen verfügbaren Lichtkurven wurden dann 1995 wieder sehr ähnliche Positionen für die Rotationsachse und die Achsenverhältnisse wie in Italien abgeleitet. Die Rotationsperiode wurde zu 5,6328 h berechnet. Auch am Observatorio de Sierra Nevada in Spanien wurde nach neuen Beobachtungen vom 8. September bis 7. Oktober 1997 eine Rotationsperiode von 5,6301 h bestimmt. In Verbindung mit den Beobachtungsdaten von 1976 bis 1994 wurden zwei alternative Positionen für die Rotationsachse, jetzt wieder mit prograder Rotation, und Achsenverhältnisse berechnet.
Aus 16 im Uppsala Asteroid Photometric Catalogue (UAPC) archivierten Lichtkurven der Beobachtungsjahre 1976 bis 1994 wurde in einer Untersuchung von 2002 erstmals ein dreidimensionales Gestaltmodell für den Asteroiden berechnet. Aus praktischen Überlegungen wurde dabei eine von zwei alternativen Rotationsachsen mit retrograder Rotation und einer Periode von 5,6316 h bevorzugt. An verschiedenen Observatorien, wie den Observatorien Ostrowik und Borówiec in Polen, dem Nationalen Astronomischen Observatorium Roschen in Bulgarien, dem Observatorium Szeged in Ungarn und dem Observatoire de l’Anjou in Frankreich, wurde (52) Europa im Zeitraum Mai 1995 bis April 2000 photometrisch beobachtet. In Verbindung mit den Daten der Jahre 1976 bis 2000 konnte in einer Untersuchung von 2004 zunächst die Rotationsperiode mit einem Wert von 5,631 h bestätigt werden. Außerdem wurden mit zwei verschiedenen Methoden jeweils zwei (ähnliche) alternative Positionen für die Rotationsachse mit einer prograden Rotation sowie dreidimensionale Gestaltmodelle mit etwas voneinander abweichenden Achsenverhältnissen bestimmt. Die bei der im Dezember 2003 erfolgten Beobachtung des Asteroiden mit dem Keck-II-Teleskop (siehe oben) festgestellte Kontur passte sehr gut zu einem dieser 3D-Modelle für eine bestimmte Rotationsachse. Durch die Auswertung von 10 Beobachtungen einer Sternbedeckung durch den Asteroiden am 26. April 1983 sowie 12 Beobachtungen einer weiteren Sternbedeckung am 3. Dezember 2005 konnte in einer Untersuchung von 2011 ebenfalls das Modell und diese Rotationsachse bestätigt werden. Es wurde dafür ein mittlerer Durchmesser von 293 ± 30 km bestimmt.
Die Auswertung naher Begegnungen zwischen (52) Europa und drei kleineren Asteroiden in den Jahren 1945, 1966 und 1971 hatten in einer Untersuchung von 2001 zu einer Abschätzung für die Masse von (52) Europa von etwa 51,9·1018 kg geführt. Eine etwas entferntere Begegnung mit (84) Klio in 1994 zeigte aber ein weit davon abweichendes Ergebnis. Abschätzungen von Masse und Dichte für den Asteroiden (52) Europa aufgrund von gravitativen Beeinflussungen auf Testkörper ergaben dann in einer Untersuchung von 2012 eine Masse von etwa 23,8·1018 kg, was mit einem angenommenen Durchmesser von etwa 310 km zu einer Dichte von 1,52 g/cm³ führte bei einer Porosität von 32 %. Diese Werte besitzen eine Unsicherheit im Bereich von ±26 %. Eine weitere Untersuchung von 2017 bestimmte die Masse von (52) Europa mit zwei Methoden zu etwa 28,8 bis 30,4·1018 kg.

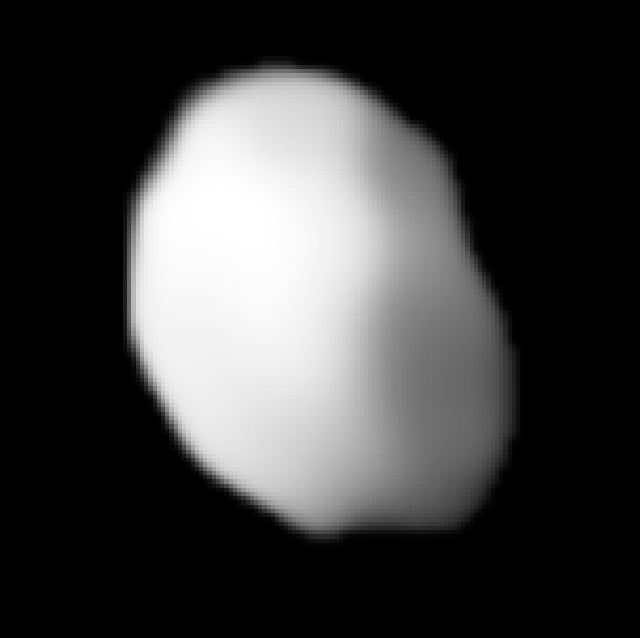
Aufnahme von (52) Europa durch das Very Large Telescope (VLT) am 5. August 2019

Am 20. Januar 2005 war wieder eine umfangreiche Serie von Aufnahmen des Asteroiden mit dem Keck-II-Teleskop erstellt worden. Da die Aufnahmen eine ganze Rotation von (52) Europa erfassten, konnten in einer Untersuchung von 2013 daraus die Abmessungen seiner drei Ellipsoid-Achsen und die Ausrichtung der Rotationsachse ermittelt werden. Aus einer Kombination mit Keck-II-Aufnahmen von 2003 (siehe oben) und vom 28. Mai 2007 wurden Abmessungen in drei Achsen von 379 × 330 × 249 km, entsprechend einem volumen-äquivalenten Durchmesser von 315 ± 7 km, und der Pol mit prograder Rotation abgeleitet. Obwohl die Bilder bereits eine gute Übereinstimmung mit dem Gestaltmodell von 2004 zeigten, wurde mit einem neuen Algorithmus wieder ein dreidimensionales Gestaltmodell errechnet, in das zusätzlich die Daten von Sternbedeckungen und archivierte Lichtkurven eingearbeitet wurden. Abweichungen von der Ellisoidgestalt, wie flache Facetten, scheinen auf (52) Europa weniger deutlich ausgeprägt zu sein als auf anderen Asteroiden des C-Typs, wie z. B. bei (253) Mathilde und (511) Davida, was auf nur wenige gigantische Einschläge während ihrer Existenz hindeutet.
Mit dem neuen Algorithmus All-Data Asteroid Modeling (ADAM) wurde dann 2017 erneut ein Gestaltmodell erstellt, das alle verfügbaren photometrischen, photographischen und sternbedeckungsbasierten Daten in Verbindung mit zahlreichen hochaufgelösten Infrarot-Aufnahmen des Keck-II-Teleskops auf Hawaiʻi vom Dezember 2003 bis Mai 2007 reproduziert. Für die Rotationsachse wurde eine verbesserte Position bestimmt und die Rotationsperiode zu 5,629962 h berechnet. Für die Größe wurde ein volumenäquivalenter Durchmesser von 312 ± 6 km abgeleitet. Neue photometrische Beobachtungen von (52) Europa erfolgten dann noch einmal am 26. August 2019 mit dem ferngesteuerten Teleskop TRAPPIST-South am La-Silla-Observatorium in Chile. Aus der Lichtkurve wurde hier eine Rotationsperiode von 5,58 h abgeleitet.
Ein umfangreiches Programm der Europäischen Südsternwarte (ESO) zielte darauf ab, die 3D-Form und damit die Dichte von großen Hauptgürtel-Asteroiden zu ermitteln, um ihre Entstehung und Entwicklung besser zu belegen. Es wurden dazu mit dem adaptiven Optikinstrument SPHERE des Very Large Telescope (VLT) am Paranal-Observatorium in Chile hochauflösende Bilder von 42 großen (D > 100 km) Hauptgürtel-Asteroiden aufgenommen, darunter auch (52) Europa. Neben hochaufgelösten Bildern des Asteroiden konnten in der finalen Auswertung 2022 unter anderem folgende Daten erfasst werden:
- Mittlerer Durchmesser 319 ± 4 km
- Abmessungen in drei Achsen 378 × 336 × 255 km
- Masse 23,9·1018 kg
- Dichte 1,41 g/cm³
- Albedo 0,05
- Rotationsperiode 5,629954 h
- Position der Rotationsachse mit prograder Rotation

Die Massenbestimmung aus der gravitativen Beeinflussung von Testkörpern konnte durch die Einbeziehung der Daten von Gaia DR2 zusätzlich zu denen erdgebundener Beobachtungen in einer Untersuchung von 2022 deutlich verbessert werden. Es ergab sich damit für (52) Europa eine Masse von 29,6·1018 kg. Für die Dichte wurden 1,87 g/cm³ abgeleitet bei einer Porosität von 17 %. Neue Auswertungen von Gaia DR3-Daten einer Begegnung von (52) Europa mit dem Asteroiden (88978) 2001 TR62 am 14. September 2015 bis auf etwa 286.000 km bei einer Relativgeschwindigkeit von 3,0 km/s ergaben in einer Untersuchung von 2023 genauere Werte für die Masse und die Dichte von (52) Europa von 27,6·1018 kg bzw. 1,62 g/cm³.
Im Jahr 2023 wurde aus photometrischen Messungen von Gaia DR3 erneut ein dreidimensionales Gestaltmodell des Asteroiden für zwei alternative Rotationsachsen mit prograder Rotation und einer Periode von 5,62987 h berechnet.